# جیانلوکا سارو
جیانلوکا سارو (انگلیسی: Gianluca Saro؛ زادهٔ ۲۵ ژوئن ۲۰۰۰) بازیکن فوتبال است.